# Championnats d'Asie de boxe amateur 1995
Navigation
Édition précédente Édition suivante
La 18e édition des championnats d'Asie de boxe amateur s'est déroulée à Tachkent, Ouzbékistan, du 1er au 8 octobre 1995.

## Résultats

### Podiums
| Catégories                    | Or                        | Argent                    | Bronze                              |
| Poids mi-mouches (-48 kg)     | Somrot Kamsing            | Mansueto Velasco          | Choi Yoon Wook Yang Xiangzhong      |
| Poids mouches (-51 kg)        | Bulat Jumadilov           | Pramuansak Phosuwan       | Kenji Nakazono Lee Jang Sun         |
| Poids coqs (-54 kg)           | Bektas Abubakirov         | Khurshed Khasanov         | Ki Wong Bae Timur Tulyakov          |
| Poids plumes (-57 kg)         | Bakhtiyar Tilegenov       | Nemo Bahari               | Janibek Kaptagayev Vicente Galido   |
| Poids légers (-60 kg)         | Tumentsetseg Uitumen      | Mahammatkodir Abdoollayev | Yan Jiangning Romeo Brin            |
| Poids super-légers (-63,5 kg) | Bolat Niyazymbetov        | Reynaldo Galido           | Omid Rashid Chaichumpul Chamnamak   |
| Poids welters (-67 kg)        | Nariman Atayev            | Nurzhan Smanov            | Tsoodol Batnasan Nuradin Atakov     |
| Poids super-welters (-71 kg)  | Yermakhan Ibraimov        | Mukhamwad Aman            | Karim Tulyaganov Wang Chung Yuan    |
| Poids moyens (-75 kg)         | Dilshod Yarbekov          | Mollai Sefio              | In Suo Lee Pan Dianjun              |
| Poids mi-lourds (-81 kg)      | Vassiliy Jirov            | Lee Seung-Bae             | Ayoub Pourtaghi Ghoushchi Zhao Yong |
| Poids lourds (-91 kg)         | Ruslan Chagaev            | Lakha Singh               | Bahman Azizpour Bahadir Sadikov     |
| Poids super-lourds (+91 kg)   | Mohamed Reza Kalkh Samadi | Lazizbek Zakirov          | Safarish Khan Hyun Man Baik         |

### Tableau des médailles
| Place | Pays              | Médaille d'or, Asie | Médaille d'argent, Asie | Médaille de bronze, Asie | Total |
| ----- | ----------------- | ------------------- | ----------------------- | ------------------------ | ----- |
| 1     | Kazakhstan        | 6                   | 1                       | 0                        | 7     |
| 2     | Ouzbékistan       | 3                   | 1                       | 2                        | 6     |
| 3     | Iran              | 1                   | 1                       | 3                        | 5     |
| 4     | Thaïlande         | 1                   | 1                       | 1                        | 3     |
| 5     | Mongolie          | 1                   | 0                       | 1                        | 2     |
| 6     | Philippines       | 0                   | 2                       | 2                        | 4     |
| 7     | Tadjikistan       | 0                   | 2                       | 0                        | 2     |
| 8     | Corée du Sud      | 0                   | 1                       | 5                        | 6     |
| 9     | Inde              | 0                   | 1                       | 0                        | 1     |
| 9     | Indonésie         | 0                   | 1                       | 0                        | 1     |
| 9     | Afghanistan       | 0                   | 1                       | 0                        | 1     |
| 12    | Chine             | 0                   | 0                       | 4                        | 4     |
| 13    | Turkménistan      | 0                   | 0                       | 2                        | 2     |
| 14    | Japon             | 0                   | 0                       | 1                        | 1     |
| 14    | Pakistan          | 0                   | 0                       | 1                        | 1     |
| 14    | Taipei chinois    | 0                   | 0                       | 1                        | 1     |
| 14    | Kirghizistan      | 0                   | 0                       | 1                        | 1     |
| Total | 17 pays médaillés | 12                  | 12                      | 24                       | 48    |